# Oltenien
Oltenien eller Oltenia er den del af Valakiet i Rumænien der ligger vest for floden Olt.
Områdets vigtigste by er Craiova. Tudor Vladimirescus rumænske nationalistiske oprør i 1821 begyndte i Oltenien.
44°30′N 23°30′Ø / 44.5°N 23.5°Ø